# Nevel (brouwerij)
Nevel, ook bekend als Nevel Wild Ales, is een Nederlandse bierbrouwerij in Nijmegen, opgericht door Vincent Gerritsen en Mattias Terpstra.

## Geschiedenis
De brouwerij werd in 2014 opgericht door natuurkundestudenten Vincent Gerritsen en Mattias Terpstra onder de naam 'Katjelam' met vestiging in de Smeltkroes in het Honigcomplex. In 2016, na het afronden van hun studie, besloten de oprichters om hun brouwerij serieuzer aan te pakken. Ze veranderden de naam in 'Nevel Artisan Ales' en verhuisde naar een leegstaande fabriekshal in het hetzelfde complex, waar half 2017 een nieuwe brouwinstallatie in dienst genomen werd. In hetzelfde jaar openden ze een proeflokaal in het Honigcomplex.
Nevel won in 2019 twee prijzen op de Dutch Beer Challenge: goud voor hun bier Alm in de categorie Innovatie/Speciaal en brons voor Rust in de categorie Innovatie/Speciaal houtgelagerd. In 2021 werd hun bier 'Meander' uitgeroepen tot beste bier van Nederland.
Eind 2021 verliet Gerritsen de brouwerij om een andere carrière na te streven. Mattias Terpstra leidt de brouwerij nu alleen. In dezelfde periode moest Nevel het Honigcomplex verlaten, door de sloop van het complex. Met behulp van een succesvolle crowdfundingcampagne vonden ze een nieuw onderkomen in Nijmegen-Noord aan de Rondweg.

### Sluiting
In oktober 2024 maakte Terpstra bekend dat de brouwerij in de zomer van 2025 definitief zou sluiten, met het voornemen om de resterende inventaris te verkopen en openstaande schulden van een eerdere crowdfundingsactie af te lossen. Deze beslissing was het gevolg van meerdere factoren, waaronder de economische impact van de oorlog in Oekraïne, stijgende kosten en veranderende consumptiepatronen. Bovendien kampte Nevel met schulden als gevolg van de coronacrisis en werd de verkoop van bier op fust te duur om rendabel te blijven. De markt voor speciaalbier veranderde ook, waarbij consumenten steeds vaker kozen voor goedkopere alternatieven uit de supermarkt, wat de verkoop bij speciaalzaken zoals Nevel negatief beïnvloedde. Eind 2023 lanceerde de brouwerij nog een nieuw huisbier, Wild, maar dit leidde niet tot het beoogde succes.

## Bieren

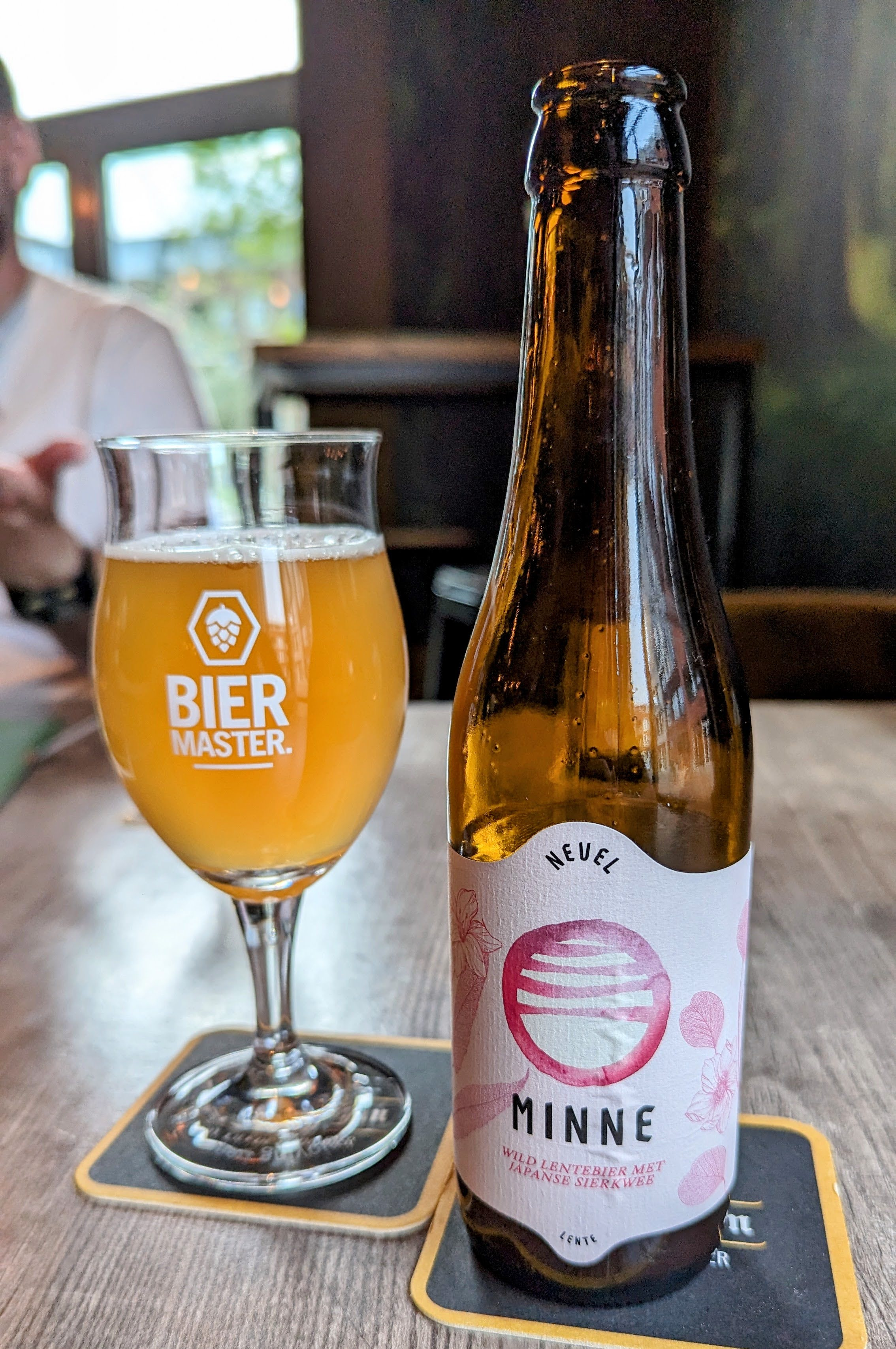
Minne, een bier gemaakt met Japanse sierkwee

Nevel brouwde een breed scala aan bieren, variërend van lichte saisons tot houtgerijpte zure bieren. Nevel gebruikt uitsluitend wilde gisten. De ingrediënten, waaronder natuurlijk geteelde kruiden, fruit, bast en groenten, zijn hoofdzakelijk afkomstig uit de omgeving van Nijmegen.
Enkele van hun bieren waren:
- Meander: Een houtgerijpt blond bier met rabarber en zwarte bessen, dat in 2021 werd uitgeroepen tot het beste bier van Nederland.
- Rust: Een blend van verschillende graansoorten die twaalf maanden op hout heeft gerijpt.
- Aard: Een bier op basis van kvas met toevoeging van rode bieten en absintalsem.
- Alm: Een blond bier met zomeralsem en citroenkruid, bekroond met goud op de Dutch Beer Challenge.
- Dwaal: Een witbier met szechuanpeper en berenklauw.